# Gioielli della Corona di Thailandia
I Gioielli della Corona di Thailandia (in thailandese เครื่องราชกกุธภัณฑ์, RTGS: Khrueang Raja Kakudhabhand), sono l'insieme delle regalie e delle insegne che costituiscono il patrimonio della monarchia del Regno di Thailandia.
Il corpus delle insegne reali thailandesi è piuttosto ampio ed è suddiviso fondamentalmente tra le cinque regalie fondamentali del regno, precedute dalla particolare insegna dell'ombrello, ed altre regalie secondarie; i quattro utensili reali (in thailandese  พระขัตติยราชูปโภค, RTGS: Phra Khattiya Rajuprapoke) e le otto armi di sovranità (in thailandese พระแสง อัษฎาวธ, RTGS: Phrasaeng XasʹDawuth), a cui si aggiungono ulteriori insegne e simboli.
La maggior parte delle regalie fu riunita intorno al 1785 per la seconda cerimonia di incoronazione di Rama I come Re di Thailandia. La combinazione di questi oggetti regali e pratici, e il loro simbolismo, risalgono alla storia antica del subcontinente indiano e sono replicati da molte monarchie all'interno della sfera culturale della Grande India.

## Le cinque regalie fondamentali
L'ombrello e le cinque insegne fondamentali:

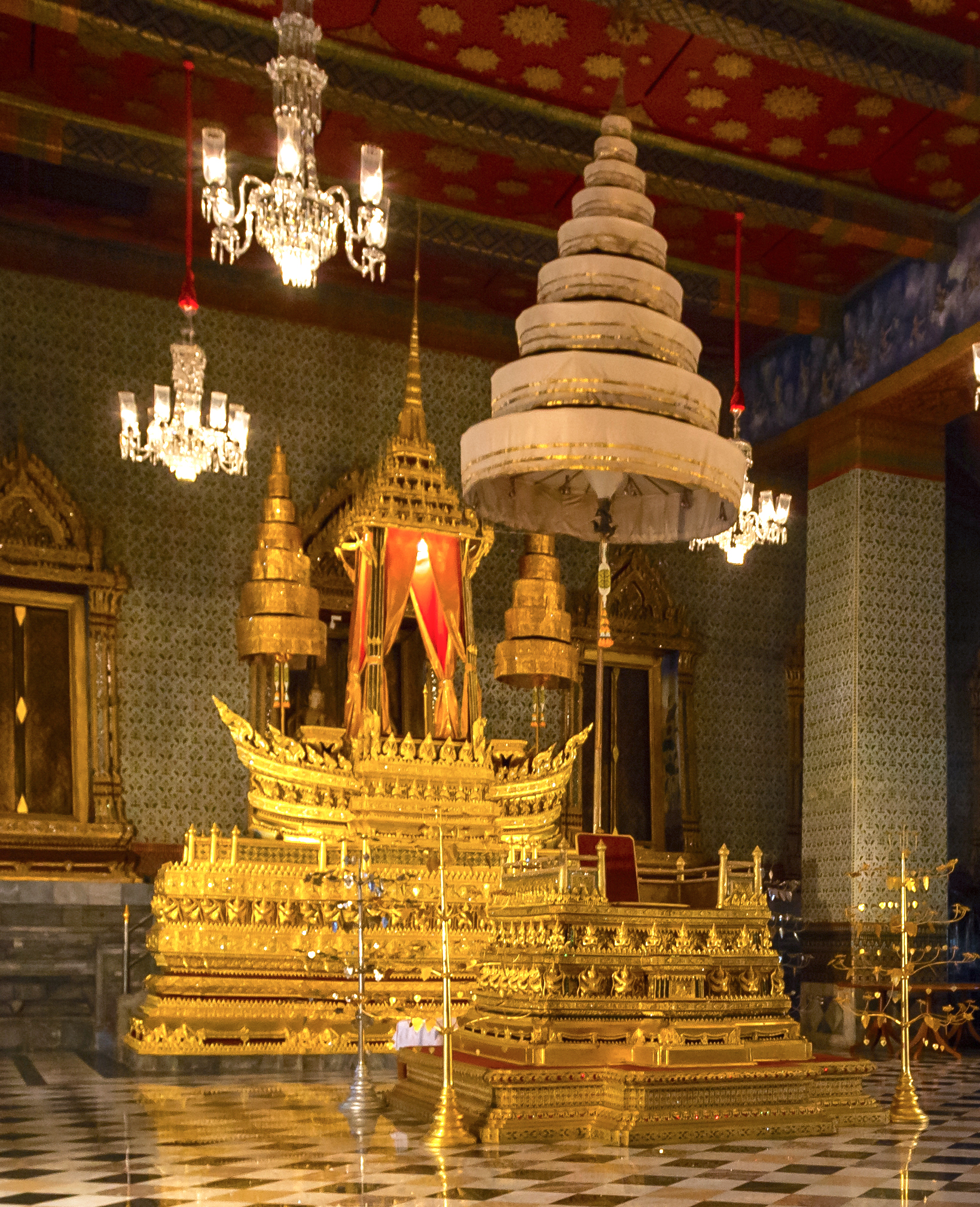
L'Ombrello Reale a Nove Balze sopra il Trono nella Sala del Trono Phuttan Kanchanasinghat del Grande Palazzo Reale a Bangkok

### Ombrello reale a nove balze
L'Ombrello reale a nove balze (in thailandese  นพปฎลมหาเศวตฉัตร, RTGS: Nopphapadon Mahasawettachat), ufficialmente denominato "Grande ombrello bianco di Stato a nove balze, è considerato come la più sacra e antica regalia dei sovrani thailandesi, e, considerato come un vero e proprio oggetto sacro, simboleggia la protezione spirituale e fisica che il re può dare ai suoi sudditi. Si tratta di un particolare tipo di ombrello thailandese, chiamato anche chatra, costituito da ben nove balze che rappresentano l'onore del monarca e fanno di questo ombrello la più alta regalia ed insegna della sua autorità reale. Finché il rito d'incoronazione ci un nuovo sovrano non è compiuto questi non sarà abilitato a sedersi sul trono, che è permanentemente posto sotto un Ombrello reale a nove balze che ne fa da baldacchino.

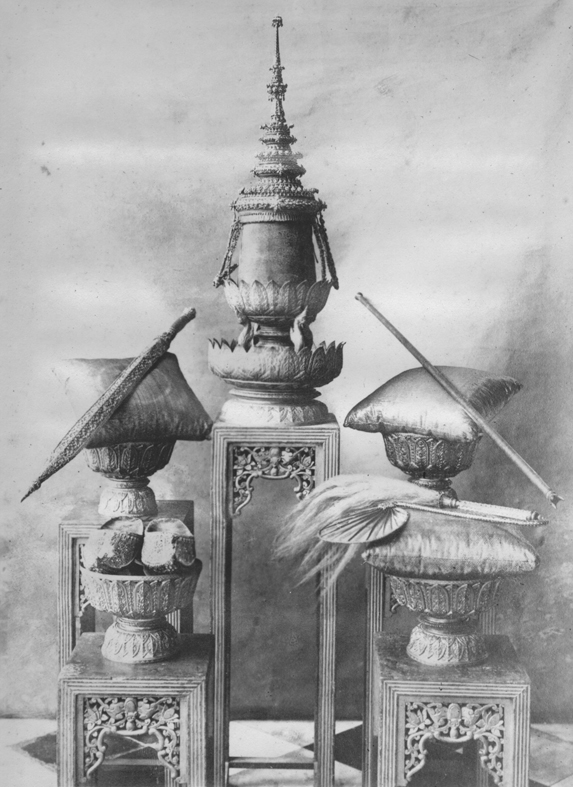
Le cinque regalie fondamentali

### La Grande Corona della Vittoria
La Grande Corona della Vittoria in thailandese พระมหาพิชัยมงกุฏ, RTGS: Phra Maha Phichai Mongkut), è considerata una delle principali insegne della sovranità thailandese. Di forma estremamente particolare, essendo un diadema conico a più livelli terminante in una spirale convessa, è fatta di oro ed, ornata di numerose pietre preziose, è sormontata da un importante diamante chiamato Grande Diamante (in thailandese  พระมหาวิเชียรมณี, RTGS: Phra Maha Wichien Mani), aggiunto da Rama IV.

### La Spada della Vittoria
La Spada della Vittoria (in thailandese พระแสงขรรค์ชัยศรี, RTGS: Phra Saeng Khan Chaiyasi), considerata la spada di stato del regno thailandese, simboleggia il re come un vero guerriero ricordando il suo dovere di proteggere con tutte le sue forze il proprio popolo, per questo è anche chiamata "Saggezza del Re". La lama della spada proviene dalla Cambogia mentre suo collo, tra l'elsa in oro e la lama, è ornato da un'immagine in miniatura imbevuta d'oro di Garuḍa vāhana, simbolo della reincarnazione divina del re, fare da cavalcatura a Visnù.

### Lo Scettro reale
Lo Scettro reale (in thailandese  ธารพระกร, RTGS: Dharn Phra Korn), è considerato il simbolo della giustizia ed equità reale. Molto semplice, è fatto di legno di cassia (Cinnamomum aromaticum), ricoperto d'oro con una presa arrotondata in alto e un piedino forato di metallo intarsiato d'oro.

### Il Ventaglio e la Frusta reali
Il Ventaglio e la Frusta reali (in thailandese  วาลวีชนี,, RTGS: Walawijani), sono il simbolo dell'obbligo del Re di dissuadere qualsiasi male a minaccia del suo popolo. Il Ventaglio reale è formato da una foglia di palma talipot (Corypha umbraculifera), e la sua struttura è ricoperta d'oro. La Frusta reale è invece formata da crini di elefante bianco risalenti al periodo di Rama IV.

### Le Pantofole reali
Le Pantofole reali (in thailandese  ฉลองพระบาท, RTGS: Chalong Phra Bada), sono considerate il simbolo dell'accettazione della gente al sovrano. Sono fatte in oro, suole incluse, foderate di velluto rosso e decorate con diamanti.

## I quattro utensili reali

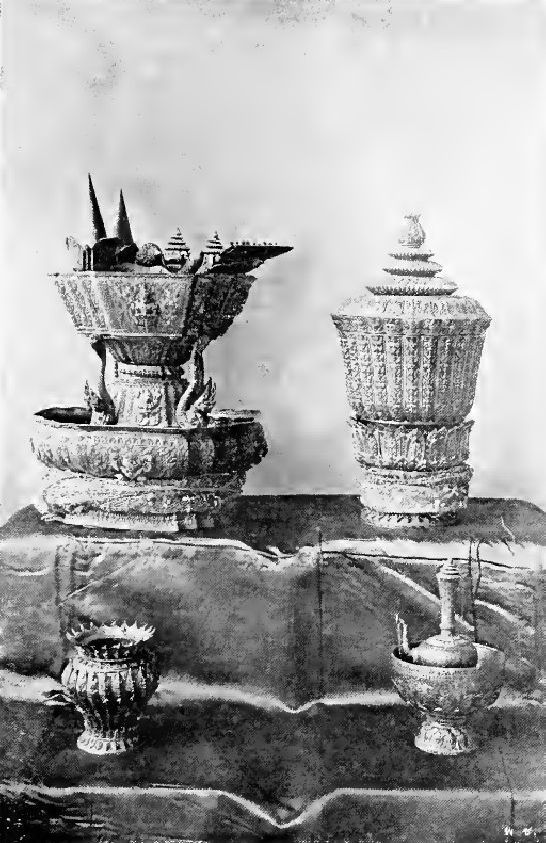
I quattro utensili reali

Gli utensili reali sono quattro e sono tutti in oro:
- il set di noci di betel (in thailandese พาน พระ ขันหมาก, RTGS: Phan Phra Khanhmak).
- l'urna dell'acqua (in thailandese  พระ มณฑป รัตนกรัณฑ์, RTGS: Phra Mnthp Ratnkranth).
- il vaso di libagione (in thailandese พระ สุพรรณ ราช, RTGS: Phra Suphrrn Rach).
- la sputacchiera (in thailandese พระ สุพรรณศรี, RTGS: Phra Suphrrnsri).

Possedendo tali oggetti banali, che sono tutti adornati con diversi materiali preziosi, il re esibisce il suo status, per questo sono sempre collocati ai lati del trono durante le cerimonie reali. Questi oggetti sono di natura personale e sono considerati insegne di rango, non solo per il re, ma anche per i suoi funzionari; una volta che un individuo riceve un alto grado dal re, una serie di replica di questi oggetti gli sarà data in occasione della sua promozione.

## Le otto armi di sovranità
Le armi di sovranità sono otto:

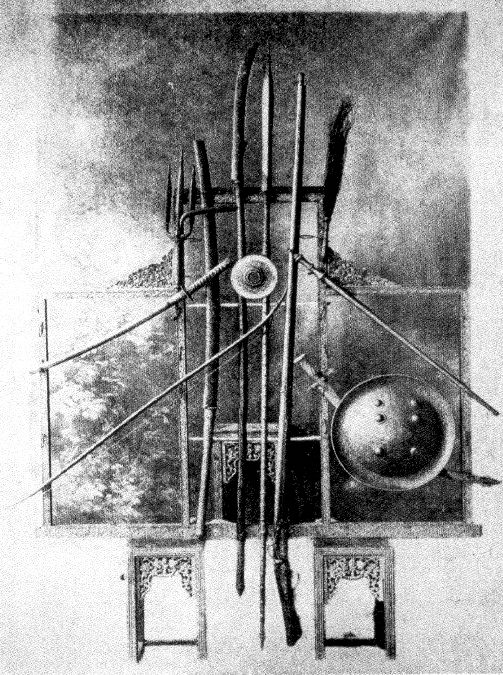
Le otto armi di sovranità

- la Lunga lancia (in thailandese พระแสง หอก เพชรรัตน์, RTGS: Phrasaeng Hxk Phechrratn).
- la Spada dal manico lungo (in thailandese  พระ แสงดาบ เชลย, RTGS: Phra Saengdab Chely).
- un tridente detto Trishula (in thailandese  พระแสง ตรี, RTGS: Phrassaeng Tri).
- il Chakra (in thailandese  พระแสง จักร, RTGS Phrasaeng Cakr).
- la Spada corta insieme al suo scudo, il Brocchiero (in thailandese  พระแสง เข น มี ดาบ, RTGS: Phrasaeng Khen Mi Dab).
- l'Arco (in thailandese  พระแสง ธนู, RTGS: Phrasaeng Thnu).
- la Lancia dell'elefante (in thailandese พระแสง ของ้าว พล พ่าย, RTGS: Phrasaeng Khxngaw Phl Phay).
- il Moschetto di Satong (in thailandese พระแสง ปืน คาบ ชุด แม่น้ำ ส โต ง, RTGS: Phrasaeng Pun Khabchud Mae Nas Tong).

Alcune sono tra le più antiche regalie della corona e provengono dall'antica India. Sono l'arco, la lancia, il tridente e il chakra. Le armi hanno un carattere totalmente simbolico e si rifanno alle armi divine di Śiva e Visnù menzionate nello Śatapatha Brāhmaṇa. L'attuale serie di armi fu creata durante il regno di Rama I, come riproduzioni degli originali persi. Oltre alle armi sacre, le altre simboleggiano le imprese marziali del re di Ayutthaya Naresuan il Grande.

## Altri simboli della monarchia thailandese
Sono considerati simboli della corona thailandese anche:
- l'elefante bianco (in thailandese  เช้างเผือก, RTGS: Chea Ng Pheux) simbolo di buon auspicio per la prosperità del regno e del potere regale[6], proviene dal culto del sacro Erawan (in thailandese  เอราวัณ, RTGS: Xerawan). Presente nel simbolismo storico del paese, a lui è dedicato il Più Eccelso Ordine dell'Elefante Bianco (in thailandese  เครื่องราชอิสริยาภรณ์อันเป็นที่เชิดชูยิ่งช้างเผือก, RTGS: Khrueang Ratcha Itsariyaphon An Pen Thi Choet Chu Ying Chang Phueak), fondato nel 1861 da Rama IV e ancora attivo.Bandiera del Regno di Rattanakosin dal 1809 al 1851

Bandiera del Regno di Rattanakosin dal 1809 al 1851

- Garuḍa (in thailandese  ครุฑ, RTGS: Krut), emblema della Thailandia. Secondo la mitologia induista e buddista Garuda è il messaggero del dio Nārāyaṇa (di cui i re thailandesi si consideravano incarnazione) e simboleggia l'autorità del sovrano.
- lo Stendardo reale della Thailandia (in thailandese ธงมหาราช, RTGS: Thong Maharat), che raffigura Garuda su sfondo giallo.Lo stendardo reale

Lo stendardo reale

- la Bandiera Reale del Re di Thailandia, parte delle Bandiere reali della Thailandia (in thailandese  ธงประจำพระองค์, RTGS: Thng Praca Phraxngkh), serie di bandiere personali della famiglia reale, constanti in un drappo del colore della giornata di nascita del reale come sfondo del suo monogramma personale.
- l'Inno Reale di Thailandia, (in thailandese  สรรเสริญพระบารมี, RTGS: Sansoen Phra Barami), già inno nazionale fino al 1932.
- Giubileo Dorato, il più grande diamante tagliato al mondo, donato a Rama IX in occasione del suo giubileo d'oro, cinquantenario della sua incoronazione, incastonato sul sigillo del sovrano.
- la Banda Tradizionale della Famiglia Reale di Thailandia, marching band che utilizza strumenti tradizionali del paese, facenti parte delle regalie della corona, ed accompagna la famiglia reale suonando alle cerimonie presiedute da anche un solo membro della famiglia. 38 degli 80 dei suoi membri sono dipendenti dell'Agenzia della Casa Reale, gli altri 42 sono militari del Regio Esercito Thailandese, I Divisione - Guardie Reali della I Armata.